# 검암중학교
검암중학교(黔岩中學校)는 대한민국 인천광역시 서구 검암동에 있는 공립 중학교이다.

## 학교 연혁
- 1997년 6월 16일 : 설립인가 (30학급)
- 2001년 3월 1일 : 민병훈 초대 교장 취임
- 2001년 3월 5일 : 제1회 신입생 입학(369명)
- 2004년 2월 14일 : 제1회 졸업식 (347명)
- 2016년 2월 5일 : 제13회 졸업생(170명) (총 졸업생 4,180명)
- 2024년 2월 20일 : 제21회 졸업식(111명)
- 2024년 3월 1일 : 윤혜경 제9대 교장 취임
- 2024년 3월 4일 : 제24회 신입생 입학(72명)

## 참고 자료
- 검암중학교 - 한국교육학술정보원 학교알리미